# Kupla Wielka
Kupla Wielka (ukr. Велика Купля, Wełyka Kupla) – wieś na Ukrainie, w obwodzie rówieńskim, w rejonie rówieńskim, w hromadzie Bereźne. W 2001 liczyła 164 mieszkańców, spośród których 163 wskazało jako ojczysty język ukraiński, a 1 białoruski.
W okresie międzywojennym wieś znajdowała się w granicach II RP, wchodząc w skład gminy Bereźne w powiecie kostopolskim, w województwie wołyńskim.